# Procoptodon goliah
Procoptodon goliah — викопний вид родини кенгурових.
Етимологія: за іменем філістимлянського воїна Голіафа, назва не була пояснена автором, сером Річардом Оуеном, але очевидно вказує на великі розміри та силу цього кенгуру.
Місце знаходження викопних решток: східний Darling Downs, південно-східний Квінсленд. Типовим зразком є права верхня щелепа з M1-3. Пізніше було знайдено багато додаткового матеріалу, включаючи частковий скелет і повний череп, знайдені в Новому Південному Уельсі. Передні кінцівки довгі й сильні, корінні зуби є вкрай складними з багатьма дрібними деталями. Це свідчить про те, що Procoptodon goliah живились дуже жорстким рослинним матеріалом.